# Globální metodistická církev
Globální metodistická církev je novou církevní odnoží v rámci metodismu.
Jak sama uvádí, zastává tradiční evangelikální, konzervativní postoje. Vznikla v procesu celosvětové diskuse uvnitř metodismu o konzervativních a liberálních postojích k různým společenským otázkám, jako je postoj k homosexualitě, ordinace žen k duchovní slubě a podobně.
Během krátké doby hodlá svolat celosvětovou konferenci.